# الفرق بين الفرق (كتاب)
الفَرق بين الفِرَق وبيان الفرقة الناجية منهم، كتاب من تأليف عبد القاهر البغدادي (ت 429 هـ) من الكتب المشهورة، التي لا غنى عنها، لمن أراد أن يعرف تاريخ الفرق الإسلامية، من حيث النشأة والرجال والأفكار، وقد بين فيه الحديث المأثور في افتراق الأمة ثلاثا وسبعين فرقة وبيان الفَرق بينهم، وبيان فضائحهم، والرد عليهم، وبيان الفِرق التي تنتسب إلى الإسلام، وليست منه، وبيان الفرقة الناجية.

## نبذة عن الكتاب
صرح «البغدادي» في مقدمة كتابه «الفَرق بين الفِرَق» أنه ألفه استجابة لرغبة طلبته في شرح حديث افتراق الأمة على ثلاث وسبعين فرقة، وحتى يبيّن لهم الفروق بين هذه الفِرَق، ومعالم الفرقة الناجية.
فجعله في خمسة أبواب، واشتمل كل باب على عدة فصول إلا الباب الأول الذي خصّصه لحديث افتراق الأمة وبيّن أن مقصود النبي هو الفرق العقائدية، ثم تطرق في الباب الثاني إلى كيفية افتراق الأمة إلى ثلاث وسبعين فرقة، وخصص الباب الثالث لبيان مقالات الفرق الضالة، والباب الرابع للحديث عن الفرق المنتسبة للإسلام وليست منه، ثم ختم في الباب الخامس ببيان أوصاف الفرقة الناجية.

نسخة من الكتاب تحقيق محمد فتحي النادي